# Antonio Rico Cabot
Antonio Rico Cabot (Alicante, 1866–Alicante, 1927) fue un médico, político y filántropo de la ciudad de Alicante (España), recordado por su dedicación a mejorar la calidad de vida en su ciudad natal, tanto a través de su ejercicio de la medicina como por su compromiso cívico. Su legado está especialmente ligado a la creación de importantes espacios verdes en Alicante, como el parque que lleva su nombre, el parque del Doctor Rico, en torno al Castillo de San Fernando.

## Biografía

### Formación
Nacido en Alicante el 12 de julio de 1866 en una familia humilde, Rico Cabot mostró desde joven una vocación por ayudar a los más necesitados, lo que le llevó a estudiar medicina. Tras completar el bachillerato, se trasladó a Madrid para cursar estudios en la Facultad de Medicina, donde destacó por sus excelentes calificaciones, obteniendo el Premio Extraordinario de Licenciatura. Durante su estancia en la capital, fue admirado por figuras relevantes de la época como Francisco Giner de los Ríos y Nicolás Salmerón.
Sin embargo, debido a problemas de salud, principalmente bronconeumonía y hemoptisis, Antonio Rico se vio obligado a abandonar sus aspiraciones académicas en Madrid y regresar a Alicante, donde continuó su labor médica. Se incorporó al Hospital General de Alicante y rápidamente se ganó el aprecio de la población local por su dedicación, ya que a menudo atendía a los más desfavorecidos sin cobrarles por sus servicios ni por los medicamentos.

### Compromiso social

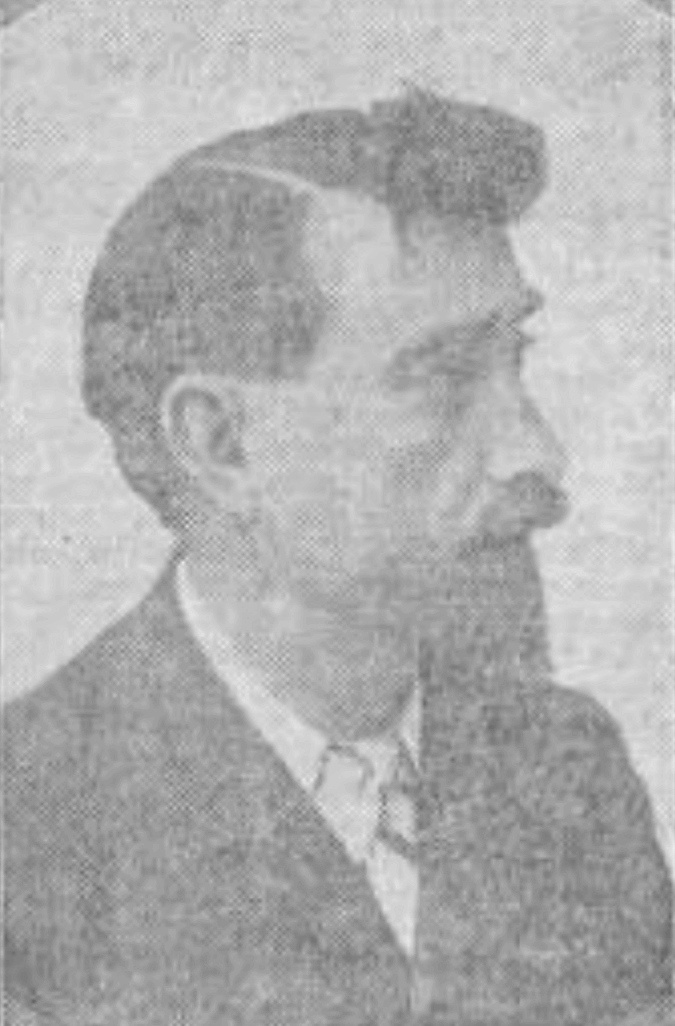
Retrato del Doctor Rico publicado en 1910 en El Liberal

Más allá de su labor como médico, Antonio Rico Cabot fue una figura muy activa en la vida política y social de Alicante. Su visión de una ciudad más saludable le llevó a involucrarse en la política municipal, donde se convirtió en concejal del Ayuntamiento de Alicante. Una de sus contribuciones más significativas fue su insistencia en la creación de espacios verdes que funcionaran como "pulmones" para la ciudad, en respuesta a las constantes epidemias y las malas condiciones de salubridad.
En 1911, propuso la adquisición del monte Tossal, donde se encuentra el Castillo de San Fernando, para repoblarlo con pinos y crear un lugar de esparcimiento para la población. Dado que el Ayuntamiento no disponía de los fondos necesarios, propuso que los concejales aportaran de sus propios bolsillos, un gesto que él mismo lideró, contribuyendo económicamente para la compra del terreno. Así se inició el proyecto que convirtió el Tossal en lo que hoy se conoce como el Parque del Doctor Rico.
Antonio Rico también fue un defensor de las ideas republicanas y anticlericales, lo que le valió tanto admiración como oposición en su tiempo. A pesar de las diferencias ideológicas, fue respetado por su lealtad a sus principios y su compromiso con la justicia social.
Fue uno de los fundadores del Orfeón de Alicante y presidió la Sociedad de Riegos El Progreso en Elche, contribuyendo a diversas iniciativas cívicas y culturales.

### Fallecimiento y legado
El 8 de abril de 1927, Antonio Rico Cabot falleció de manera repentina mientras caminaba por la calle Bazán, camino a visitar a un paciente. Su muerte dejó un vacío en la vida pública de Alicante, pero su legado perduró a través de las obras que impulsó. Tres años después de su fallecimiento, en 1930, se erigió un busto en su honor en el parque que él había contribuido a crear.